# Jakob Jernstedt
Jakob Jernstedt, född 1685, död 29 april 1755, var en svensk borgmästare, riksdagsledamot och politiker.

## Biografi
Jakob Jernstedt föddes vid nyår 1685. Han var son till borgmästaren Arvid Jernstedt och Helena Printz i Västerås. Jernstedt blev 1719 borgmästare i Västerås stad och var medlem av hattpartiet. Han avled 1755.
Jernstedt var riksdagsledamot för borgarståndet i Västerås vid riksdagen 1719, riksdagen 1720, riksdagen 1723, riksdagen 1726–1727, riksdagen 1731, riksdagen 1740–1741 och riksdagen 1746–1747.